# André Lima Pedro
André Lima Pedro (Osasco, 17 de janeiro de 1985), mais conhecido como André Lima foi um ex-futebolista brasileiro que atuava como lateral-esquerdo. Falecido em 13/08/2021, na cidade de Peruíbe - SP.

## Carreira
André começou a jogar futebol no Grêmio Barueri, time da cidade de Barueri, na Grande São Paulo. 
No ano de 2005, transferiu-se para os juniores do Flamengo, contudo, em virtude de uma carência de jogadores na sua posição, logo acabou sendo promovido à equipe principal. 
Sem concorrência, ficou com a vaga de titular, durante o restante daquele ano. Entretanto, em 2006, após a chegada de Juan, passou a se sentar no banco de reservas.
Muito pouco utilizado, em 2007, acabou sendo cedido ao Fortaleza. Porém, no final daquele mesmo ano, acabou sendo devolvido ao Flamengo.
No início de 2008, foi emprestado ao Macaé, para a disputa do campeonato carioca de futebol de 2008.
Encerrado seu empréstimo, logo após o término do Estadual, continuou sendo jogador do Flamengo, apesar de não ter sido reintegrado ao elenco rubro-negro.
Em 2010 acertou com o Sport Barueri para disputar o Campeonato Paulista da Série A3. No mesmo ano assinou contrato com o Ceilândia para disputar o Campeonato Brasileiro Série D. Quando o Ceilândia foi eliminado do Campeonato Brasileiro Série D, assinou contrato com o Legião para disputar o Campeonato Brasiliense de Futebol da Segunda Divisão

## Títulos
Flamengo
- Copa do Brasil: 2006
- Taça Guanabara: 2007
- Campeonato Carioca: 2007